# Pueblo Nuevo kommun, Durango
Pueblo Nuevo är en kommun i Mexiko.   Den ligger i delstaten Durango, i den centrala delen av landet, 800 km nordväst om huvudstaden Mexico City. Antalet invånare är 49 162.
Följande samhällen finns i Pueblo Nuevo:
- Pueblo Nuevo
- La Ciudad
- Mesa de San Pedro
- Estación Coyotes
- Llano Grande de Milpillas Chico
- La Escondida
- El Zapote
- Tierras Coloradas
- Maíz Gordo
- Tierra Blanca
- Carboneras
- El Molino
- Los Ángeles
- La Cumbre
- El Tapextle
- La Angostura
- La Palma
- San Antonio
- Coyotes
- Golondrinas
- San Juan
- Los Guayabos
- La Puerta del Gallo
- Las Lagunas
- Chavarría Viejo
- Balontita
- El Jocuixtle
- La Cruz de Lajas
- La Laguna
- Las Higueras
- San Esteban
- Los Brotos
- La Laguna
- Los Cedros
- La Ventana